# Senegal
Senegal (francouzsky Sénégal), plným názvem Senegalská republika (francouzsky République du Sénégal), je stát v západní Africe. Jeho sousedy jsou Gambie, Guinea, Guinea-Bissau, Mali, Mauritánie. Na západě je země omývána Atlantským oceánem. Hlavním městem je Dakar, nejzápadnější město Afriky a nejvýznamnější přístav regionu. Jde o zhruba milionovou metropoli, někdy nazývanou „Paříž Afriky“. Celý Senegal má okolo 18.8 milionů obyvatel (2023). Geografickou zvláštností Senegalu je úzký izolovaný pás území, jen 30 kilometrů široký, ale 300 kilometrů dlouhý, který se na jihu vklíňuje do území Senegalu a patří Gambii. Země je významná těžbou fosfátů. Největší etnikem státu jsou Wolofové, kteří tvoří zhruba 43 % procent populace. Dalšími významnými etniky jsou Sererové (15 %), Fulbové (14 %), Diolové (10 %) a Tukulérové (10 %). Úředními jazyky jsou wolofština a též francouzština (vzhledem ke koloniální minulosti). Drtivá většina obyvatel (asi 94 %) vyznává islám, který se na území začal šířit ze severu Afriky v 11. století, po rozpadu Ghanské říše. Významnými státními útvary na území Senegalu byly v minulosti Říše Mali (1230–1600) a Wolofská říše (1350–1900). Od 17. století oblast kolonizovali Francouzi, v roce 1840 se území stalo součástí francouzské kolonie Senegambie, od roku 1904 pak Francouzské západní Afriky. V roce 1958 získal Senegal nezávislost. Nejprve ji využil ke vstupu do krátkodeché federace s Mali, od roku 1960 byl samostatným státem. Další federalizační pokus se objevil v roce 1982, kdy se Senegal spojil s Gambií, ale federace se rozpadla roku 1989. Klíčovou roli při ustavování senegalské politiky sehrál otec zakladatel státu Léopold Sédar Senghor (vládl 1960–1980), jehož levicový Senegalský pokrokový svaz byl od roku 1966 jedinou povolenou stranou. Demokracie byla zavedena roku 1999.

## Historie

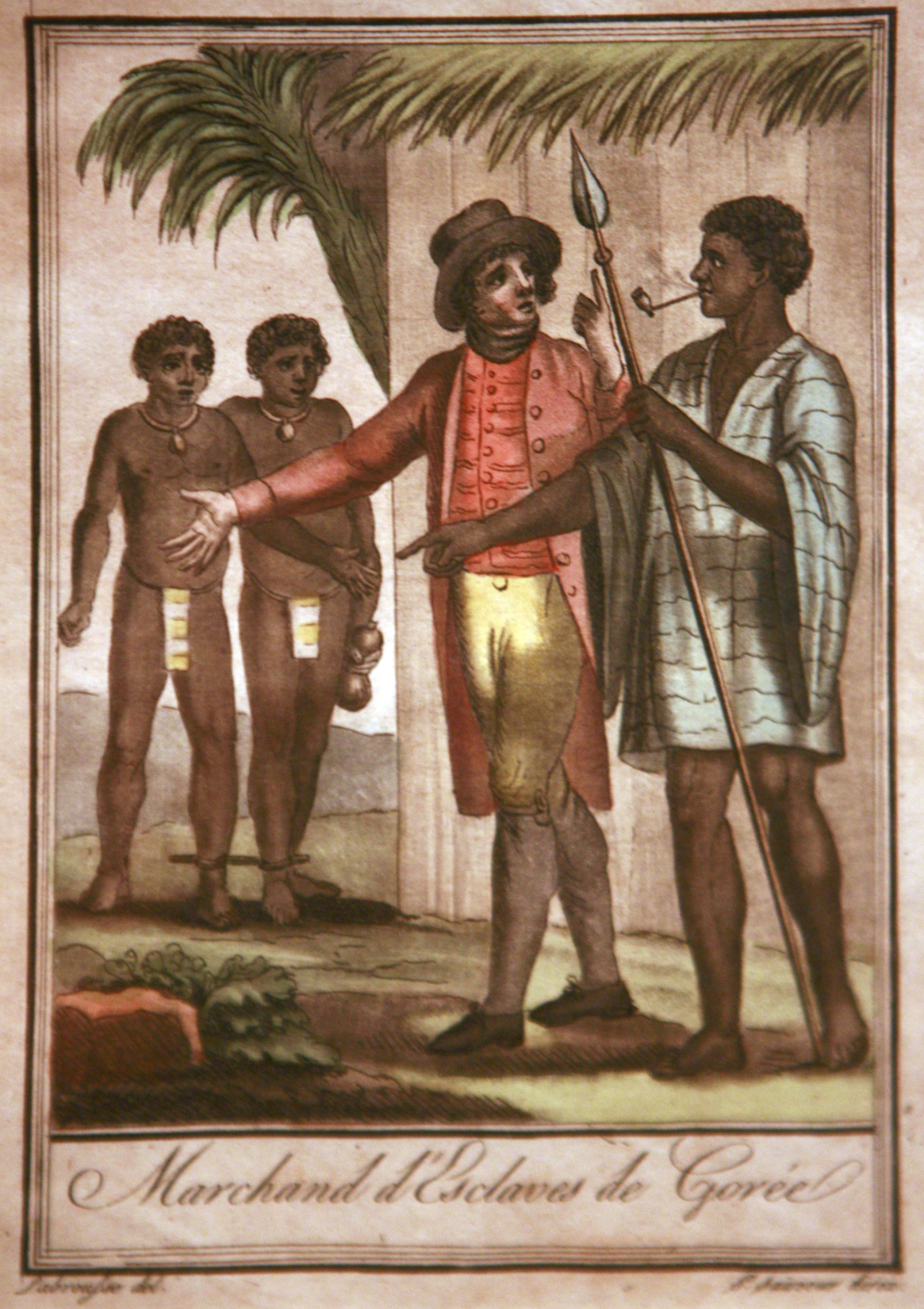
Obchodníci s otroky v Gorée, 18. století

Raná historie není příliš dobře známa. Od 11. století bylo území dnešního Senegalu součástí říší Mali a Songhaj. V 15. století toto území objevili Portugalci, kteří zde založili první obchodní osady, později se k nim připojili Francouzi, Nizozemci a Britové. Zhruba od roku 1840 se Francouzi začali dostávat i do vnitrozemí a začlenili Senegal do kolonie jménem Senegambie. Reformou z roku 1904 se Senegal stal součástí Francouzské západní Afriky.
Po druhé světové válce se stal zámořským územím Francie. V roce 1958 získal autonomii v rámci Francouzského společenství. O rok později se spojil s Francouzským Súdánem (prakticky Mali) a vytvořili tak Malijskou federaci. Ta se již v r. 1960 rozpadla. Po jejím rozpadu vyhlásil Senegal nezávislost, ještě v roce 1960 získal členství v OSN. Prvním prezidentem Senegalu se v září 1960 stal Léopold Sédar Senghor, který byl velmi sečtělý člověk a vzdělaný ve Francii. Byl to také básník, filozof a osobně navrhl senegalskou národní hymnu, „Pincez tous vos koras, frappez les balafons“.
V roce 1982 se Senegal spojil do konfederace s Gambií, čímž vznikla Senegambie. Senegambie se rozpadla v průběhu etnického konfliktu s Mauritánií, který vypukl v roce 1989. Tento konflikt byl ukončen uzavřením míru v r. 1992.

## Státní symboly

### Vlajka
Senegalská vlajka je tvořena listem o poměru stran 2:3 se třemi svislými pruhy v barvách zelené, žluté a červené. Uprostřed vlajky na žlutém pruhu je umístěna zelená, pěticípá hvězda.

## Geografie
Nejvyšší místo v Senegalu (581 či 638 m n. m., souřadnice: 12°22′ s. š., 12°32′ z. d.) se nachází na státní hranici mezi Senegalem a Guineou. Je to bezejmenný kopec poblíž lokality Nepen Diakha asi 40 km jihozápadně od města Kédougou. Senegalská část leží na území oblasti Kédougou v departementu Salémata, guinejská na území oblasti Labé v prefektuře Mali. Jako nadmořská výška kopce byla tradičně uváděna hodnota 581 m, avšak novější mapy již uvádí 638 m n. m.. Horu odvodňují toky, patřící do povodí řeky Gambie. Poblíž Dakaru se nachází malý ale významný ostrov Gorée. Díky bohaté (a také kontroverzní) historii je zapsán na Seznamu světového dědictví UNESCO.

## Politika

### Hlavy nezávislého státu
Léopold Sédar Senghor (6. září 1960 – 31. prosince 1980) – prezident; UPS, PSS

Abdou Diouf (1. ledna 1981 – 1. dubna 2000) – prezident; PSS 

Abdoulaye Wade (1. dubna 2000 – 2. dubna 2012) – prezident; PDS

Macky Sall (2. dubna 2012 – 2. dubna 2024) – prezident; APR okna

Bassirou Diomaye Faye (od 2. dubna 2024) – prezident; PASTEF

### Administrativní uspořádání

Regiony v Senegalu

Země je rozdělena na 14 regionů Tyto regiony se pak dělí na 45 departmentů. Hlavní města těchto regionů jsou již zmíněný Dakar, Saint-Louis, Touba, Thies a Kaolack.
Regionální hlavní města mají stejný název jako jejich regiony:
- Dakar
- Diourbel
- Fatick
- Kaffrine
- Kaolack
- Kédougou
- Kolda
- Louga
- Matam
- Saint-Louis
- Sédhiou
- Tambacounda
- Thiès
- Ziguinchor

## Ekonomika

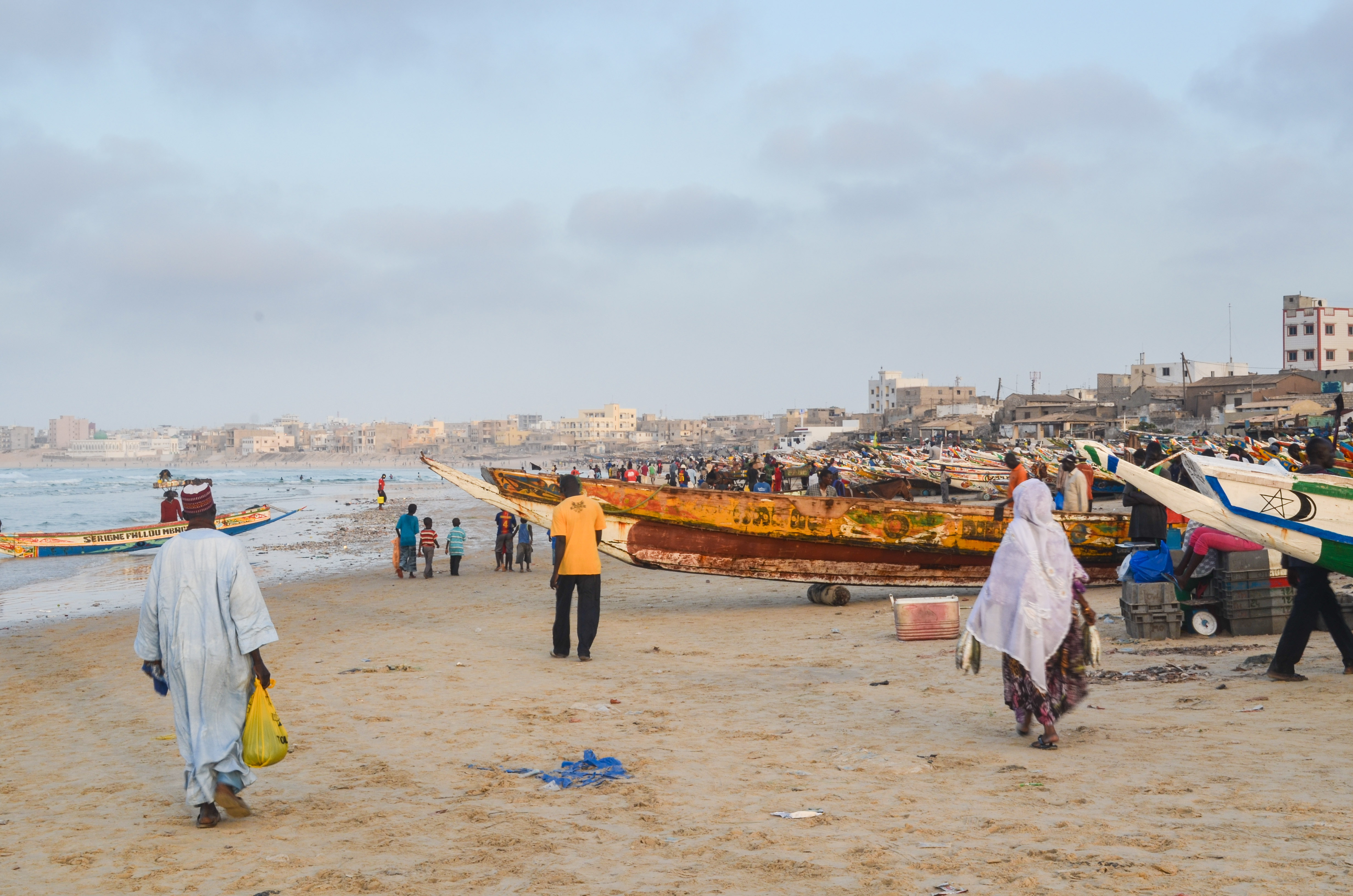
Rybářské lodě v Dakaru

Hlavní podíl na tvorbě HDP, zhruba 60 %, tvoří služby. Zemědělství a průmysl zaujímají po 20 %. Problémem Senegalu je nadměrná nezaměstnanost, dosahující téměř 30 %, a dlouhodobě ztrátová obchodní bilance, která je způsobena dovozem potravin a spotřebního zboží. Hlavním vývozním artiklem jsou ryby a bavlna. V Senegalu existuje i nelegální těžba zlata, do které se zapojují celé rodiny, včetně dětí. Často dochází k závalům a těžkým zraněním, ale rodiny přesto riskují pro alespoň malé množství zlata.

### Turistický ruch
Pro české občany byla zrušena vízová povinnost, pokud v zemi nepobývají déle než tři měsíce. Zároveň musí mít pas platný alespoň tři měsíce po datu opuštění Senegalu. Dovolená v Senegalu se soustředí do oblasti tzv. Malého pobřeží, místní lidé považují za nejkrásnější oblast M'bour zhruba 70 km jihovýchodně od Dakaru.

## Obyvatelstvo
Obyvatelstvo je složeno z víc než 21 etnických skupin, z nichž většina patří k súdánským národům: Wolofové (43 %), druhou nejpočetnější skupinou jsou Sererové (15 %-17 %), Diolové, Tukulérové (10 %), poslední výrazněji zastoupenou skupinou jsou Sarakolové. Z nomádských skupin jsou to Fulbové (14 %) a Maurenové.
Z neafrických národů jsou nejvýrazněji zastoupeni Francouzi, Libanonci a Číňané.
Hustota zalidnění bývá udávána přes 56 obyvatel na 1 km2 s výrazným podílem městského obyvatelstva (více než 40 %). Přestože je zavedena povinná školní docházka, zůstávají zhruba 2/3 obyvatel negramotnými. Pouhých 8 % obyvatelstva má přístup k sanitaci (sprcha/koupel), což je nejméně ze všech zemí na světě.
Na území Senegalu se používá několik jazyků, úředními jazyky je francouzština a wolof, z dalších používaných je nejdůležitějším manding.
Dominantním náboženstvím je islám (sunnité), který oficiálně vyznává zhruba 93 % obyvatelstva, křesťanství (katolíci) tvoří zhruba 5% menšinu, zbylé obyvatelstvo vyznává různá tradiční náboženství. Religionistický výzkum dále dokládá, že početná množina obyvatel vyznává islám spolu s tradiční vírou předků (vícečetná náboženská identita) nebo v synkretismu. Ve společnosti má nezanedbatelný vliv také čarodějnictví.  Právě v Senegalu jsou etablováni rovněž tzv. vyhledávači čarodějů.

## Kultura

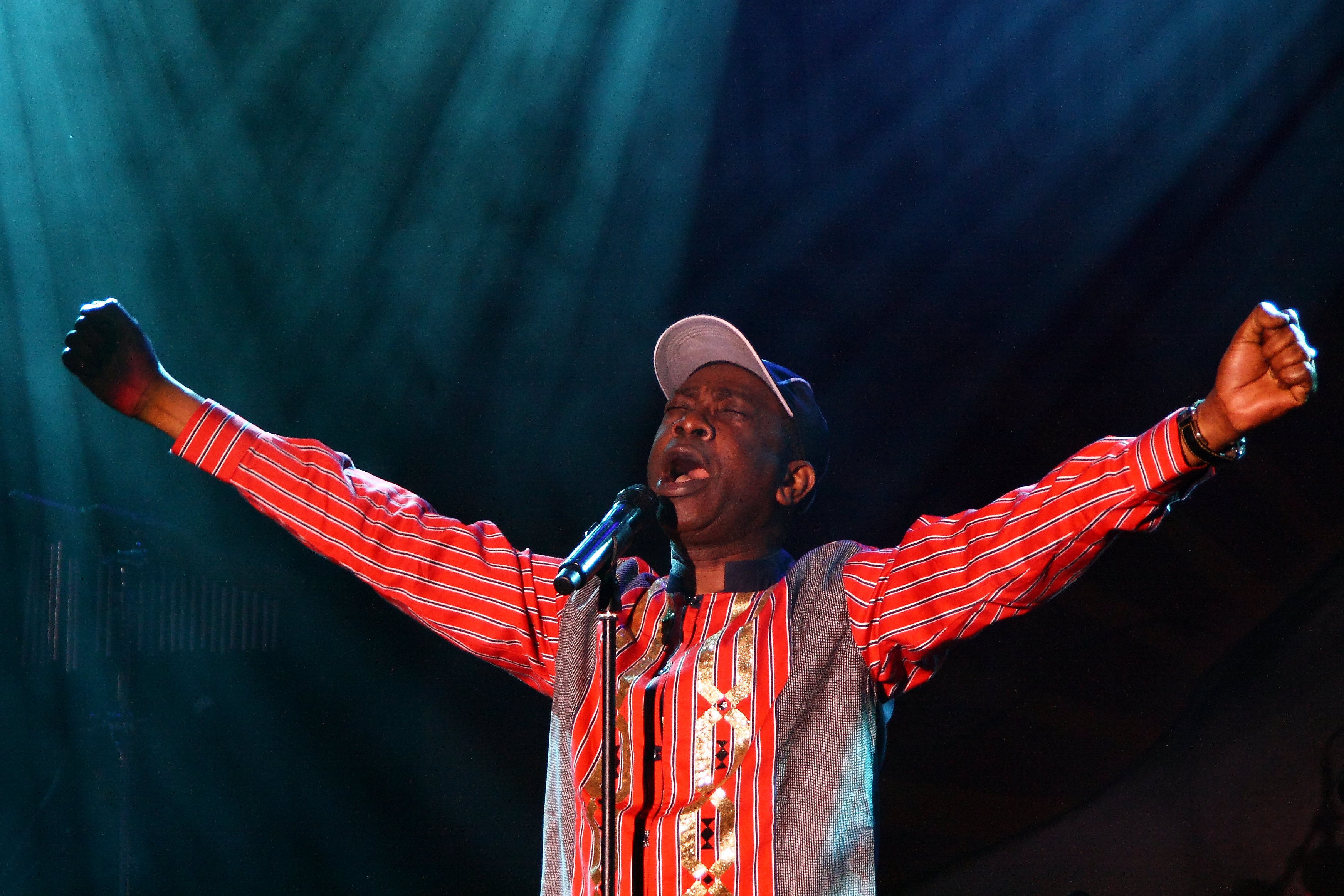
Youssou N'Dour

Ve světové populární hudbě se ze Senegalců nejvíce prosadil zpěvák Youssou N'Dour, který zpívá wolofsky, francouzsky i anglicky. Jeho nejznámějším hitem je duet 7 Seconds nazpívaný spolu se švédskou zpěvačkou Neneh Cherry. Prosadil se i Ismaël Lô, jehož píseň Tajabone je známa například z Almodóvarova filmu Vše o mé matce. V Senegalu se narodil i malijský zpěvák a hudebník Habib Koité a vyrůstal tam i známý americký zpěvák Akon. Velkým inspiračním zdrojem těchto hudebníků je i stále populární senegalský lidový tanec mbalax.
V evropských filmech se prosadila herečka Aïssa Maïga. Nejvýznamnějším senegalským filmařem je Ousmane Sembène, jeden z průkopníků kinematografie v subsaharské Africe. Hlavními tématy jeho děl jsou závislost afrických zemí na bývalých koloniálních mocnostech, sociální nerovnost a boj žen za lepší postavení ve společnosti. Sembène je i významným spisovatelem.
Téma žen v africkém společnosti řeší i spisovatelka Mariama Bâová. Mezinárodně uspěla i další žena, Fatou Diome, zejména se svým románem Le Ventre de l’Atlantique. Jednou z prvních spisovatelek subsaharské Afriky vůbec byla Aminata Sow Fallová.
Dne 4. dubna 2010 byl v senegalském hlavním městě Dakaru odhalen Monument znovuzrození Afriky, 49 metrů vysoké bronzové sousoší připomínající 50. výročí nezávislosti Senegalu.

## Sport

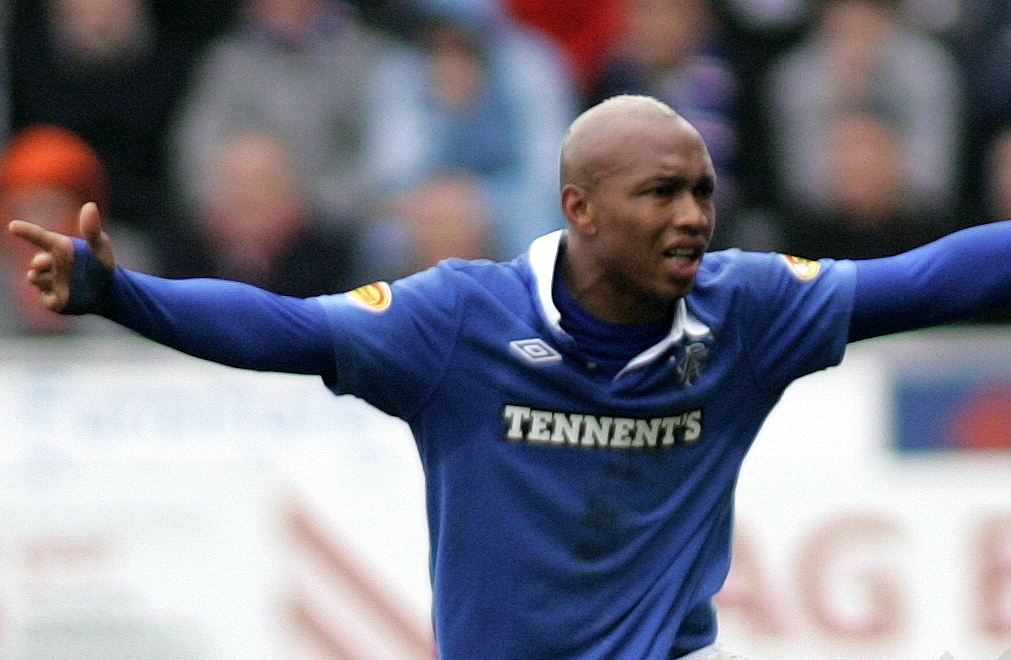
El Hadji Diouf

Senegal se od roku 1964 zúčastňuje olympijských her. Od té doby získal jednu medaili, v roce 1988 na olympiádě v Soulu překážkář Amadou Dia Ba vybojoval stříbrnou medaili na čtyřistametrové trati.
Nejpopulárnějšími sporty v Senegalu jsou zápas (jeho specifická místní verze, tzv. senegalský zápas) a fotbal. Senegalská fotbalová reprezentace, zvaná „Lvi z Terangy“, se dvakrát zúčastnila mistrovství světa, přičemž při svém prvním startu v roce 2002 postoupila do čtvrtfinále. Na Africkém poháru národů získala dvakrát stříbro (2002, 2019) a jednou zlato (2022). K nejslavnějším senegalským fotbalistům patří El Hadji Diouf, dvojnásobný nejlepší fotbalista Afriky (2001, 2002), Sadio Mané, Abdallah Sima hrající za Rangers FC či Kalidou Koulibaly, obránce arabského Al-Hilal. V Senegalu se narodil i francouzský fotbalista Patrick Vieira.
V americké NBA se prosadil basketbalista Gorgui Dieng. V letech 1979–2007 v Senegalu končila proslulá Rallye Dakar.